# Soustara
 (septembre 2021).
Si vous disposez d'ouvrages ou d'articles de référence ou si vous connaissez des sites web de qualité traitant du thème abordé ici, merci de compléter l'article en donnant les références utiles à sa vérifiabilité et en les liant à la section « Notes et références ».
Soustara est un quartier qui fait partie des communes de Casbah et d'Alger-Centre, qui se situe dans la partie centrale de la wilaya d'Alger. Il constitue le cœur de la ville d'Alger, même s'il est constitué par le boulevard du gouvernement.

## Histoire
Ce quartier est créé par les Français au XXème siècle lors de la colonisation française en faisant exploser les maisons de la Casbah, pour renouveler le nouveau quartier et reconstruire tous les immeubles après l'indépendance de l'Algérie.